# Маслинка вузьколиста
Масли́нка вузьколи́ста, лох вузьколистий (Elaeagnus angustifolia) — багаторічна рослина родини маслинкових, також відома під народними назвами масли́на, царегра́дська верба́, царегра́дська лоза́, локовина, оли́вка, джида́, масли́чне де́рево Харчова, танідоносна, фарбувальна, камеденосна, ефіроолійна, деревинна, фітомеліоративна, медоносна, лікарська і декоративна культура. Інвазійний вид в Україні. .
В 2023 році, згідно наказу Міністра захисту довкілля та природних ресурсів України № 695/39751 від 05.05.2023 року маслинка вузьколиста включена до "Переліку чужорідних видів дерев, заборонених у відтворенні лісів", з відповідною забороною використовувати її для створення та відновлення лісів та полезахисних смуг в Україні.

## Опис

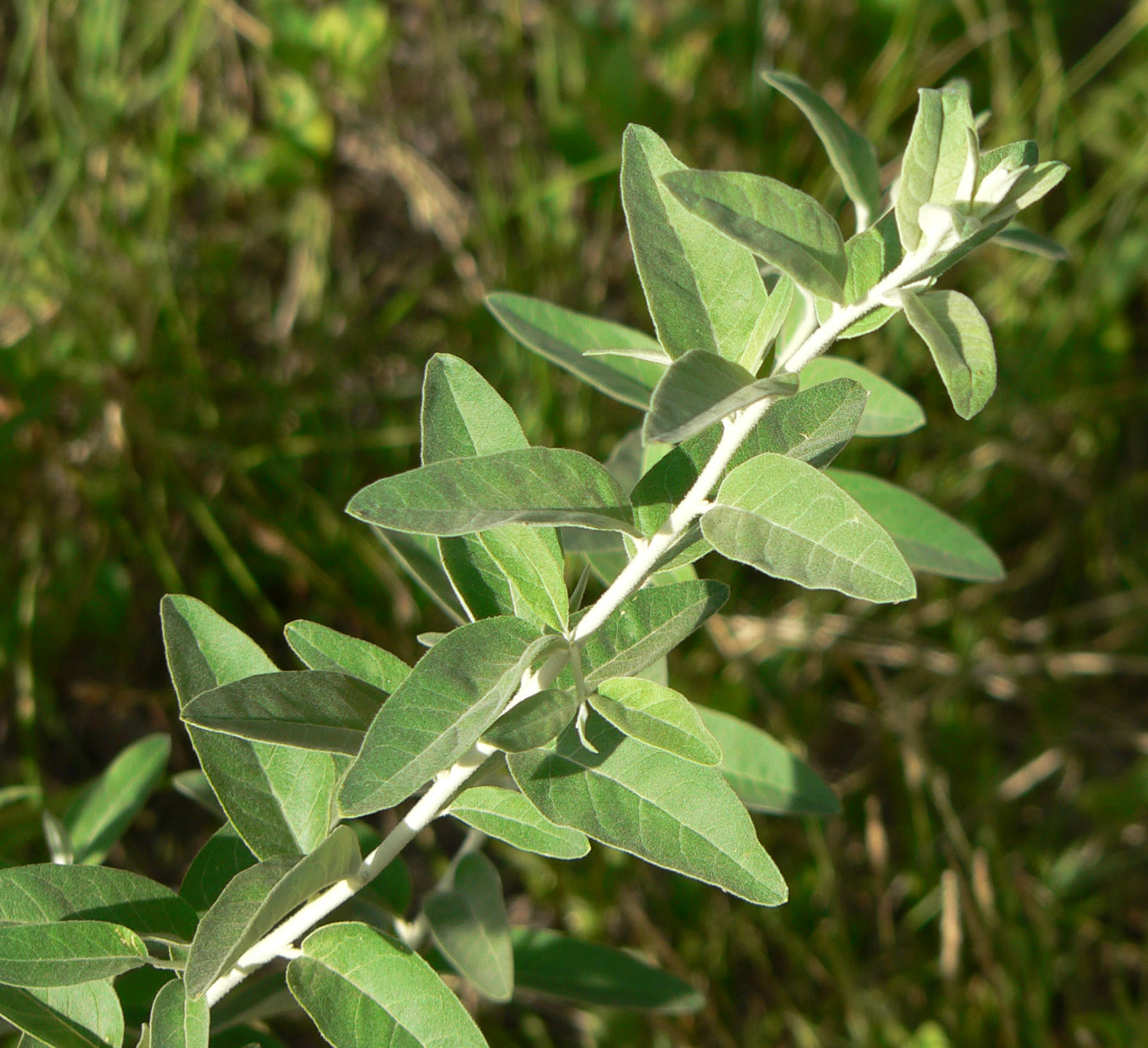
Листя

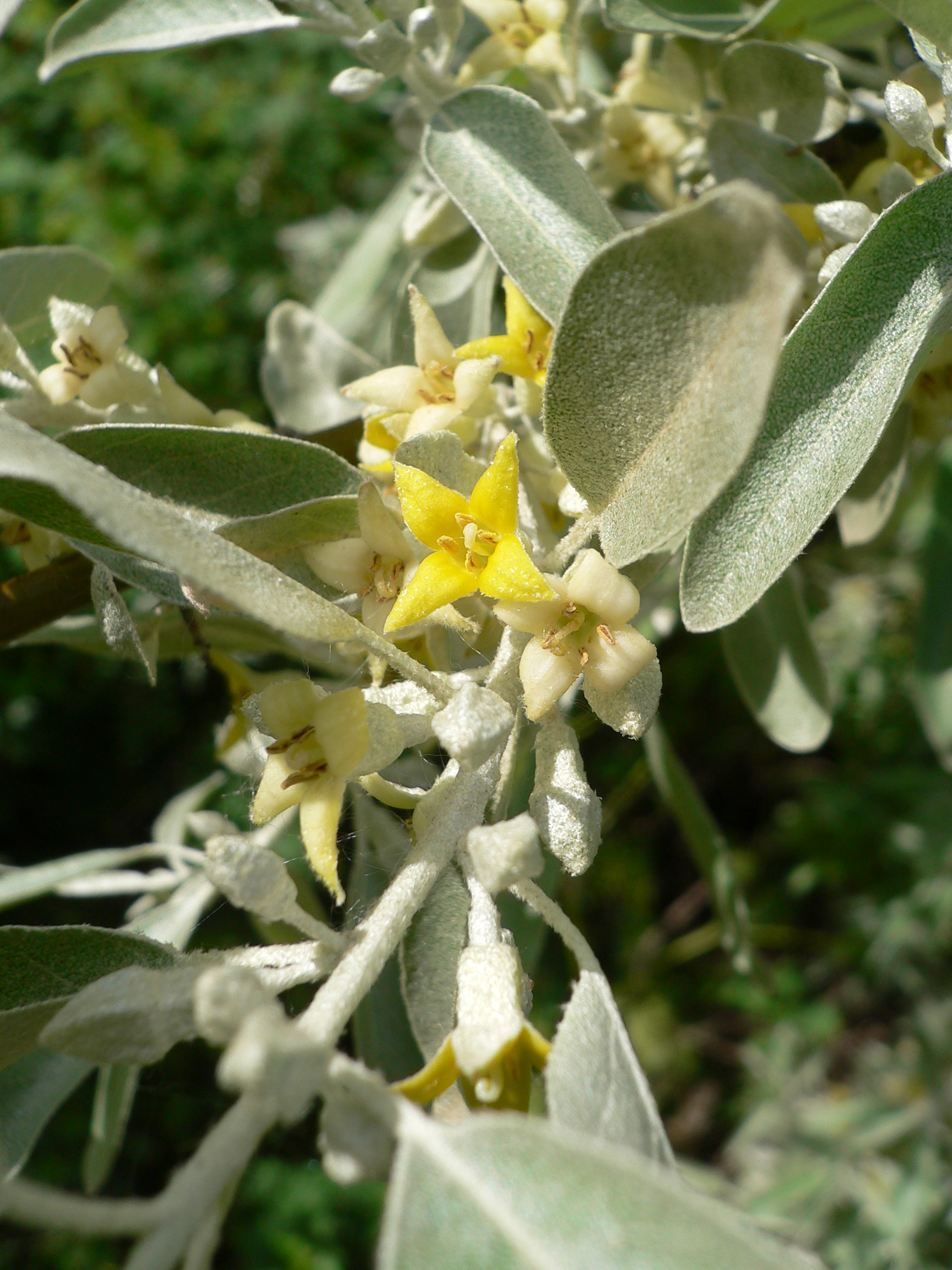
Квіти

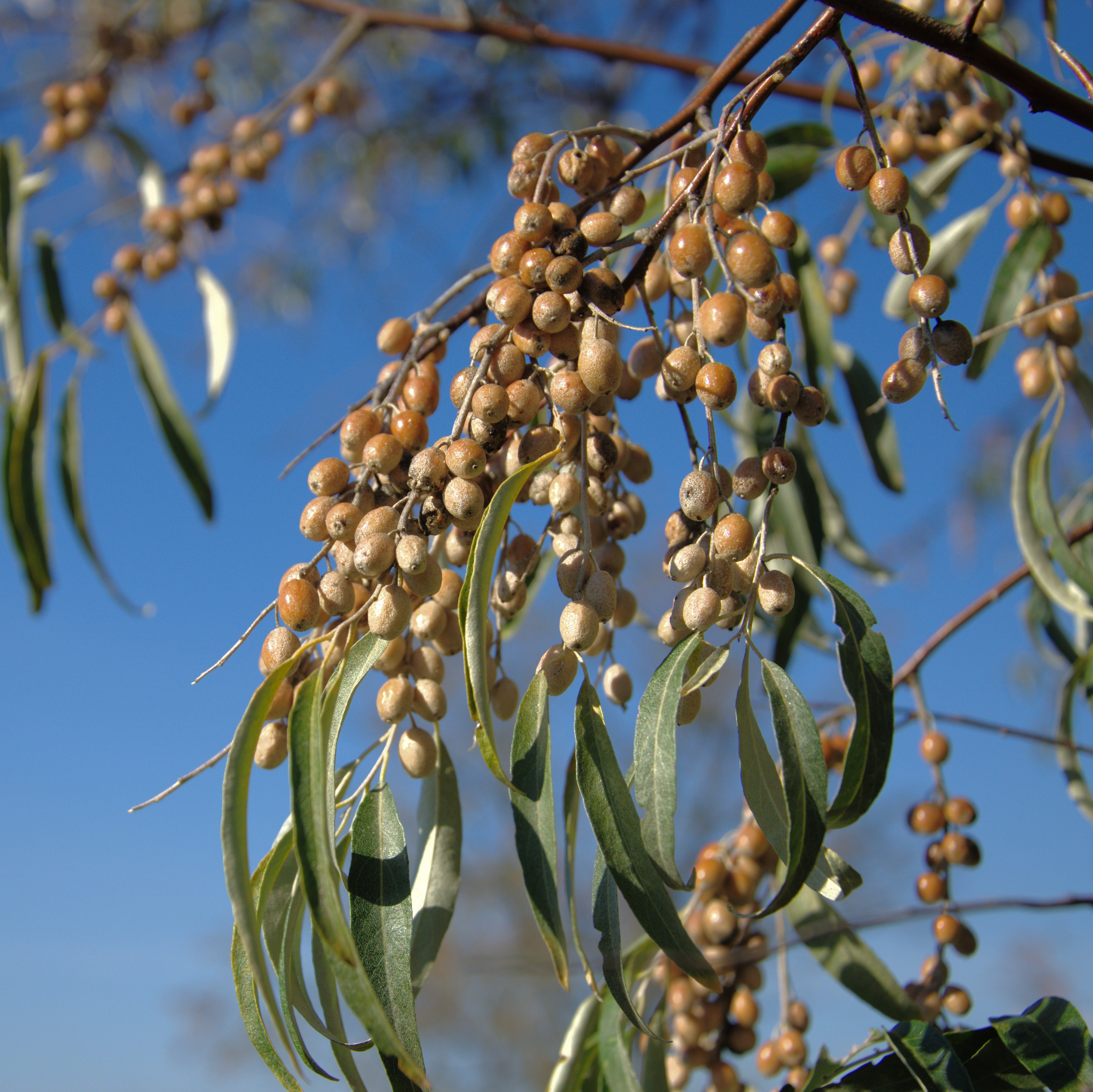
Плоди в жовтні

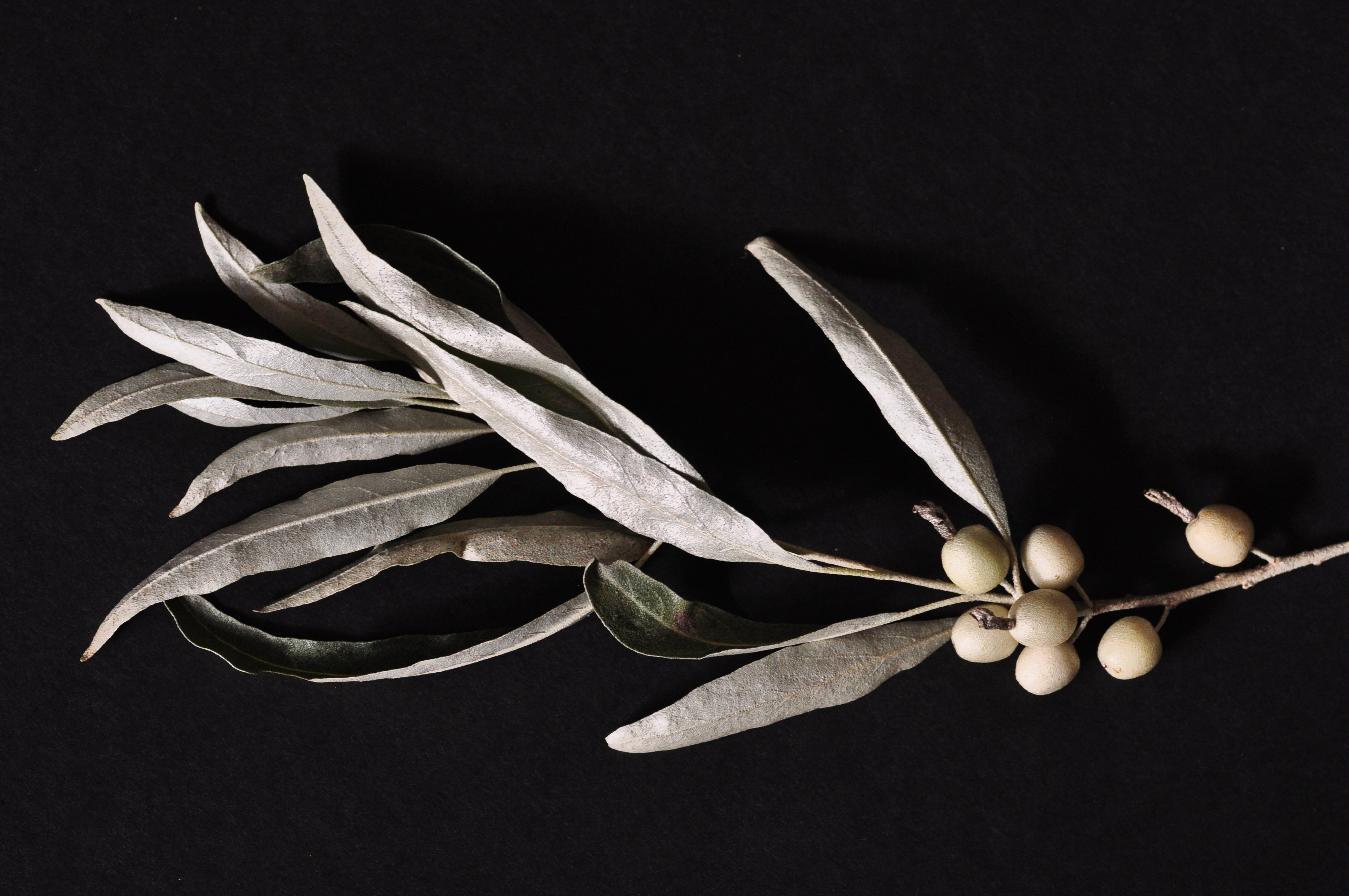
Гілка з плодами

Кущ або невеличке дерево заввишки 3—8 м з розлогою, часто асиметричною, кроною. Стовбур вкритий коричнево-сірою розтрісканою корою, тонкі гілки коричневі, гладкі, з поодинокими колючками, наймолодші пагони сріблясто-сірі від зірчастих волосків. Листки чергові, черешкові, дуже мінливі за формою (від лінійних до видовжено-ланцетних), зверху зеленкувато-сріблясті, зісподу — біло-сріблясті, завдовжки 2,5—9 см, завширшки 0,4—2,5 см. Черешки завдовжки 5—11 мм. Листкові пластинки при основі ширококлиноподібні, при верхівці — загострені, цілокраї.
Квітки двостатеві, дуже запашні, зібрані по 1—3 штуки у пазухах листків, розташовані на коротких (1,5—4 мм) квітконіжках. Пуп'янки булавчастої форми. Оцвітина актиноморфна, чотирилопатева, тубчасто-дзвоникувата, ззовні сріблясто-біла від зірчастих волосків, всередині яскраво-жовта (на початку цвітіння) або блідо-жовта (наприкінці цвітіння), завдовжки 3—4 мм, завширшки 6—10 мм. Відгин пелюсток трикутно-загострений. Тичинок чотири, вони дуже короткі, прикріплені до зіва оцвітини і чергуються з її частками. Пиляки довгасті, жовті. Маточка одна, зав'язь верхня, стовпчик один, у верхній частині він дещо зігнутий. Плід — округлояйцеподібна, жовта кістянка завдовжки 0,7—2 см. Кісточка з вісьмома борозенками.
Число хромосом 2n = 28.
Загалом за багатьма морфологічними ознаками (форма і колір листя, вигляд квіток і плодів) маслинка вузьколиста дуже схожа на європейську маслину, хоча ці дерева систематично не споріднені.

## Поширення

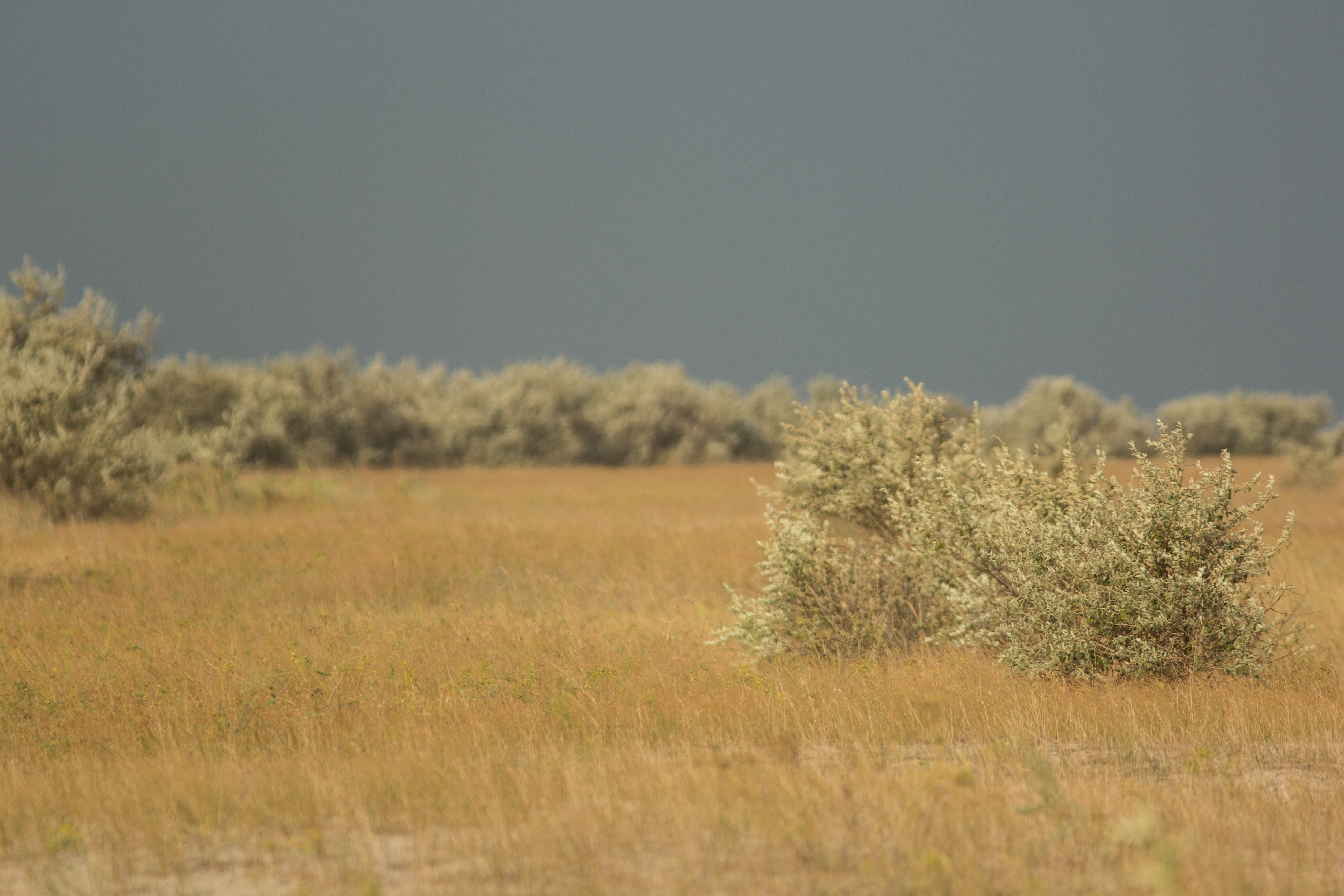
Штучні насадження маслинки на острові Джарилгач

Ареал виду охоплює Малу та Середню Азію, Кавказ, південну частину Східної Європи. На сході він сягає Західного Сибіру, Алтайських гір, на півдні — Середземномор'я, на півночі — Центральної Європи, втім в останньому регіоні плодоношення спостерігається рідко. В Україні маслинка вузьколиста зростає по всій території, але частіше трапляється в південних областях.
Крім того, цей вид завезений до США. У південних штатах він натуралізувався, а в штатах Колорадо, Нью-Мексико, Коннектикут навіть оголошений інвазивною рослиною. Висувались припущення, що агресивне поширення маслинки вузьколистої зумовлене алелопатією, втім лабораторні дослідження показали — пригнічуючі властивості опалого листя цього виду посередні.
Коріння в симбіозі з бактерією Frankia, що дозволяє їй виживати на збіднених грунтах.

## Екологія
Рослина світлолюбна, морозостійка (витримує пониження температури до −40 °C), хоча чутлива до пізніх весняних приморозків. Коріння маслинки вузьколистої здатне фіксувати азот за допомогою бактерій Frankia, завдяки чому це дерево може рости навіть на неплідних кам'янистих схилах. Загалом до якості ґрунтів цей вид невибагливий, витримує навіть їх засолення, але погано переносить нестачу кисню.
В природі маслинка вузьколиста тяжіє до джерел води, хоча добре переносить спеку та посуху. На півдні України вона часто росте на пляжах та берегах лиманів. В горах зростає переважно на висотах 700—1300 м над рівнем моря, вище 2000 м не стрічається.
Квітне в кінці травня — на початку червня, загалом цвітіння триває близько 10 діб. Пахощі маслинки вузьколистої солодко-медові і приваблюють багатьох перетинчастокрилих комах, а надто бджіл, які виступають основними запилювачами (вони збирають переважно нектар). Плоди достигають у серпні-вересні, їх охоче поїдають птахи. Насіння не перетравлюється у травній системі пернатих, після випорожнення воно потрапляє на землю і таким чином поширюється. Насіння не тоне у воді, тому додатковим шляхом поширення може бути гідрохорія. Окрім насіннєвого можливе і вегетативне розмноження, хоча в природі воно не відіграє істотної ролі.

## Застосування

### Медонос
Маслинка вузьколиста — гарний ранньолітній медонос, дає підтримувальний взяток і сприяє нарощуванню сили сім'ї бджіл перед літнім головним взятком, особливо в степових районах, де угіддя відзначаються недостатнім весняним запасом нектару. Бджоли здатні зібрати 4—13 кг меду на вулик або від 60 до 200 кг з гектара суцільних насаджень. Кожна квітка продукує 0,35—0,37 мг цукру у нектарі. Мед з маслинки бурштинового кольору, запашний.

### У харчуванні
Плоди їстівні, на смак солодкі, з борошнистим присмаком. Вони багаті на вуглеводи, серед яких переважають цукри (до 70 % у м'якуші), клітковина (понад 6 %), крохмаль (1,5 %). Також у плодах міститься чимало білку (10—55 %), фосфорних і калійних солей, слиз і таніди. Заготовляють їх у районах вирощування. У Середній Азії та на Кавказі, в Криму плоди маслинки їдять свіжими як ласощі, готують різні національні страви. В кондитерській промисловості маслинку можна використовувати для виготовлення цукатів та інших виробів. Борошно з висушених плодів додають до пшеничного під час випікання солодкого хліба, булочок, печива, тістечок. З плодів маслинки виготовляють смачні вина, що мають своєрідний пряний аромат. З м'якоті женуть горілку.
Плоди маслинки - обов'язкова частина 7 страв на перське свято Наврез.

### У народній медицині
У народній медицині використовують плоди маслинки при хворобах травних органів як в'яжучий і обволікаючий засіб. Квіти використовують при простудних захворюваннях для втирання.
У гомеопатії із стиглих плодів виготовляють настойки.

### У виробництві
Кора і листки маслинки містять таніди і фарбувальні речовини. Ними можна фарбувати тканини в коричневий і чорний кольори і дубити шкури. На стовбурі маслинки утворюється камедь, яка може знайти застосування в текстильній промисловості для ситцедрукування, вона в певній мірі може замінити імпортну сенегальську камедь і гумітрагант. Ефірна олія з квіток цього дерева використовується у парфумерній та в інших галузях промисловості.
Маслинка вузьколиста має тверду, щільну деревину жовтого кольору, яку використовують для виготовлення столярних і токарних виробів та музичних інструментів. Дрова з маслинки горять погано, даючи неприємний запах.

### В озеленені
В культурах росте в чистих і мішаних насадженнях у суміші з білою акацію, тополями, рідше з широколистяними породами. Культивується в садах, парках, захисних насадженнях, лісосмугах по всій Україні, але найпоширеніша y степу і лісостепу.
Маслинка має велике значення у фітомеліоративних і менше у декоративних насадженнях. Вона широко використовується в захисних смугах, у лісових насадженнях (особливо на засолених ґрунтах), для створення живоплотів і закріплення крутосхилів. Разом з тим насадження маслинки вузьколистої на залізорудних відвалах нетривкі і вже у віці 20—25 років такі дерева передчасно всихають.

## Синоніми
| - Elaeagnus angustifolia var. angustifolia - Elaeagnus angustifolia var. caspica Sosn. - Elaeagnus angustifolia var. iliensis Musch. - Elaeagnus angustifolia var. orientalis (L.) Kuntze - Elaeagnus angustifolia subsp. orientalis (L.) Soják - Elaeagnus angustifolia var. spinosa Kuntze - Elaeagnus argentea Moench - Elaeagnus caspica (Sosn.) Grossh. - Elaeagnus dactyliformis Schltdl. - Elaeagnus erivanensis Fisch. ex Schltdl. - Elaeagnus hortensis M.Bieb. - Elaeagnus hortensis subsp. continentalis Servett. - Elaeagnus hortensis var. igda Servett. - Elaeagnus hortensis subsp. littoralis Servett. - Elaeagnus hortensis var. microcarpa Servett. - Elaeagnus hortensis subsp. moorcroftii (Wall. ex Schltdl.) Servett. - Elaeagnus hortensis var. orientalis (L.) Loudon - Elaeagnus hortensis var. songorica Bernh. ex Schltdl. | - Elaeagnus hortensis subsp. songorica (Bernh. ex Schltdl.) Servett. - Elaeagnus igda (Servett.) Tzvelev - Elaeagnus iliensis (Musch.) Musch. - Elaeagnus incana Lam. - Elaeagnus inermis Mill. - Elaeagnus litoralis (Servett.) Kozlowsk. - Elaeagnus longipes var. hortensis (M.Bieb.) Maxim. - Elaeagnus moorcroftii Wall. ex Schltdl. - Elaeagnus orientalis L. - Elaeagnus oxycarpa Schltdl. - Elaeagnus oxycarpa var. microcarpa (Servett.) Tzvelev - Elaeagnus songarica var. kozlovskajae Tzvelev - Elaeagnus songorica (Bernh. ex Schltdl.) Schltdl. - Elaeagnus spinosa L. - Elaeagnus tifliensis Vis. - Elaeagnus tomentosa Moench - Elaeagnus turcomanica Kozlowsk. |